# Money (Cardi B)
Money è un singolo della rapper statunitense Cardi B, pubblicato il 23 ottobre 2018 su etichetta Atlantic Records.

## Descrizione
Il brano è stato scritto dalla stessa interprete insieme a J. White Did It, e prodotto da quest'ultimo, già suo collaboratore su Bodak Yellow, il singolo che ha lanciato la sua carriera. Si tratta di un brano New York hip hop il cui testo celebra la stabilità economica.

## Pubblicazione
Il 22 ottobre 2018 Cardi B ha annunciato che Money sarebbe stata pubblicata il giovedì successivo. La canzone è tuttavia trapelata su Internet due giorni prima a causa di alcuni hacker. La copertina del singolo raffigura la rapper che indossa guanti composti da orologi d'oro e un cappello dorato con frange a catena.

## Accoglienza
Jon Blistein di Rolling Stone ha lodato in particolare la capacità di Cardi B di cambiare flow con facilità. Carl Lamarre di Billboard ha notato l'avvicinamento dello stile ai vecchi mixtape della rapper mentre Tom Breihan di Stereogum ha scritto che Money è esattamente la canzone che Cardi doveva fare in quel momento, poiché lo stile è esattamente quella che l'anno precedente l'aveva resa una rivelazione con Bodak Yellow. Stephen Kearse di Pitchfork ha definito la canzone familiare ma divertente, aggiungendo che la rapper rimane un'autrice diretta e parsimoniosa. Complex l'ha inserita tra le migliori canzoni pubblicate quella settimana; la loro critica Carolyn Bernucca ne ha elogiato il testo.

## Promozione
Cardi B ha eseguito per la prima volta in televisione la canzone in occasione dei Grammy Awards 2019. La pianista Chloe Flower ha aperto la performance, seguita dalla rapper in un body con una stampa tigrata e una giacca viola lunga fino al pavimento, sulla parte superiore di una serie di divani in vinile di colore lilla, prima di prendere il suo posto in cima al piano. Ha infine chiuso la performance indossando un grande ventaglio di piume di pavone. Il suo look proviene dalla collezione del 1995 di Mugler, originariamente presentato al ventesimo anniversario della fondazione della casa di moda francese.

## Video musicale
Il video musicale è stato reso disponibile il 21 dicembre 2018. Si è aggiudicato l'MTV Video Music Award al miglior video hip-hop il 26 agosto 2019. Stesso analogo ai BET Hip Hop Awards 2019, dove ha vinto nella medesima categoria.

## Tracce
Testi e musiche di Belcalis Almánzar, Anthony White, Jordan Thorpe e Klenord Raphael.
1. Money – 3:03

## Successo commerciale
Il 2 febbraio 2019 la canzone ha raggiunto la prima posizione della R&B/Hip Hop Airplay Chart, classifica radiofonica che traccia tutte le stazioni urban negli Stati Uniti, con un'audience radiofonica pari a 29,7 milioni di ascoltatori.
Nella Official Singles Chart britannica Money ha debuttato alla 49ª posizione con 10.349 unità distribuite durante la sua prima settimana di disponibilità. Nella settimana datata il 10 gennaio 2019 è salita al 34º posto grazie a 10.684 unità, completando in seguito dodici settimane in classifica.

## Classifiche

### Classifiche settimanali
| Classifica (2018) | Posizione massima |
| ----------------- | ----------------- |
| Australia         | 65                |
| Belgio (Fiandre)  | 73                |
| Canada            | 30                |
| Grecia            | 15                |
| Irlanda           | 35                |
| Lituania          | 49                |
| Nuova Zelanda     | 36                |
| Portogallo        | 100               |
| Regno Unito       | 35                |
| Slovacchia        | 76                |
| Stati Uniti       | 13                |

### Classifiche di fine anno
| Classifica (2019) | Posizione |
| ----------------- | --------- |
| Stati Uniti       | 38        |